# Курнос 1-й
Курнос 1-й (устар. Курнос) — река в России, течёт по территории Койгородского района Республики Коми. Устье реки находится в 32 км по правому берегу реки Ком. Длина реки составляет 11 км.

## Данные водного реестра
По данным государственного водного реестра России относится к Двинско-Печорскому бассейновому округу, водохозяйственный участок реки — Вычегда от истока до города Сыктывкар, речной подбассейн реки — Вычегда. Речной бассейн реки — Северная Двина.
Код объекта в государственном водном реестре — 03020200112103000018853.